# ليمان باين
ليمان باين (بالإنجليزية: Lyman Paine)‏ هو مهندس معماري أمريكي، ولد في 16 نوفمبر 1901، وتوفي في 1 يوليو 1978.